# Aneta Havlíčková
Aneta Havlíčková est une joueuse tchèque de volley-ball née le 3 juillet 1987 à Mladá Boleslav (Rép. tchèque). Elle mesure 1,90 m et joue au poste d'attaquante. Elle totalise 44 sélections en équipe de République tchèque. 

## Clubs
| Club                | De        | À         |
| ------------------- | --------- | --------- |
| SK Meteor Praha     | 1997-1998 | 1999-2000 |
| PVK Olymp Praha     | 2000-2001 | 2007-2008 |
| VC Weert            | 2008-2009 | 2008-2009 |
| Tiboni Urbino       | 2009-2010 | 2009-2010 |
| Busto Arsizio       | 2010-2011 | 2011-2012 |
| Lokomotiv VK        | 2012-2013 | 2012-2013 |
| Fenerbahçe İstanbul | 2013-2014 | 2013-2014 |
| Lokomotiv Bakou     | 2014-2015 | 2015-2016 |
| Pallavolo Scandicci | 2016-2017 | 2016-2017 |
| THY Spor Kulübü     | 2017-2018 | 2019-2020 |
| PVK Olymp Praha     | 2020-2021 | …         |

## Palmarès

### Équipe nationale
- Ligue européenne (1)
  - Vainqueur : 2012.

### Clubs
- Coupe de la CEV (2)
  - Vainqueur : 2012, 2014.
- Championnat de Tchéquie (1)
  - Vainqueur : 2005.
- Coupe de Tchéquie (2)
  - Vainqueur : 2004, 2005.
- Championnat d'Italie (1)
  - Vainqueur : 2012.
- Coupe d'Italie (1)
  - Vainqueur : 2012.
- Coupe de Turquie
  - Finaliste : 2014.
- Championnat de Turquie
  - Finaliste : 2014.
- Championnat d'Azerbaïdjan
  - Finaliste : 2015.

### Distinctions individuelles
- Coupe de la CEV féminine 2011-2012: Meilleure joueuse.
- Ligue européenne féminine de volley-ball 2012 : Meilleure joueuse.